# George Bingham, 5. Earl of Lucan

George Charles Bingham, 5. Earl of Lucan, 1900

George Charles Bingham, 5. Earl of Lucan, GCVO, KBE, CB, TD, PC (* 13. Dezember 1860 in 51 Portland Place, Marylebone, London; † 20. April 1949) war ein britischer Offizier und Politiker der Conservative Party. Er war von 1904 bis 1906 Mitglied des Unterhauses (House of Commons) und von 1914 bis 1949 Mitglied des Oberhauses (House of Lords).

## Leben

### Familiäre Herkunft, Offiziersausbildung und Unterhausabgeordneter

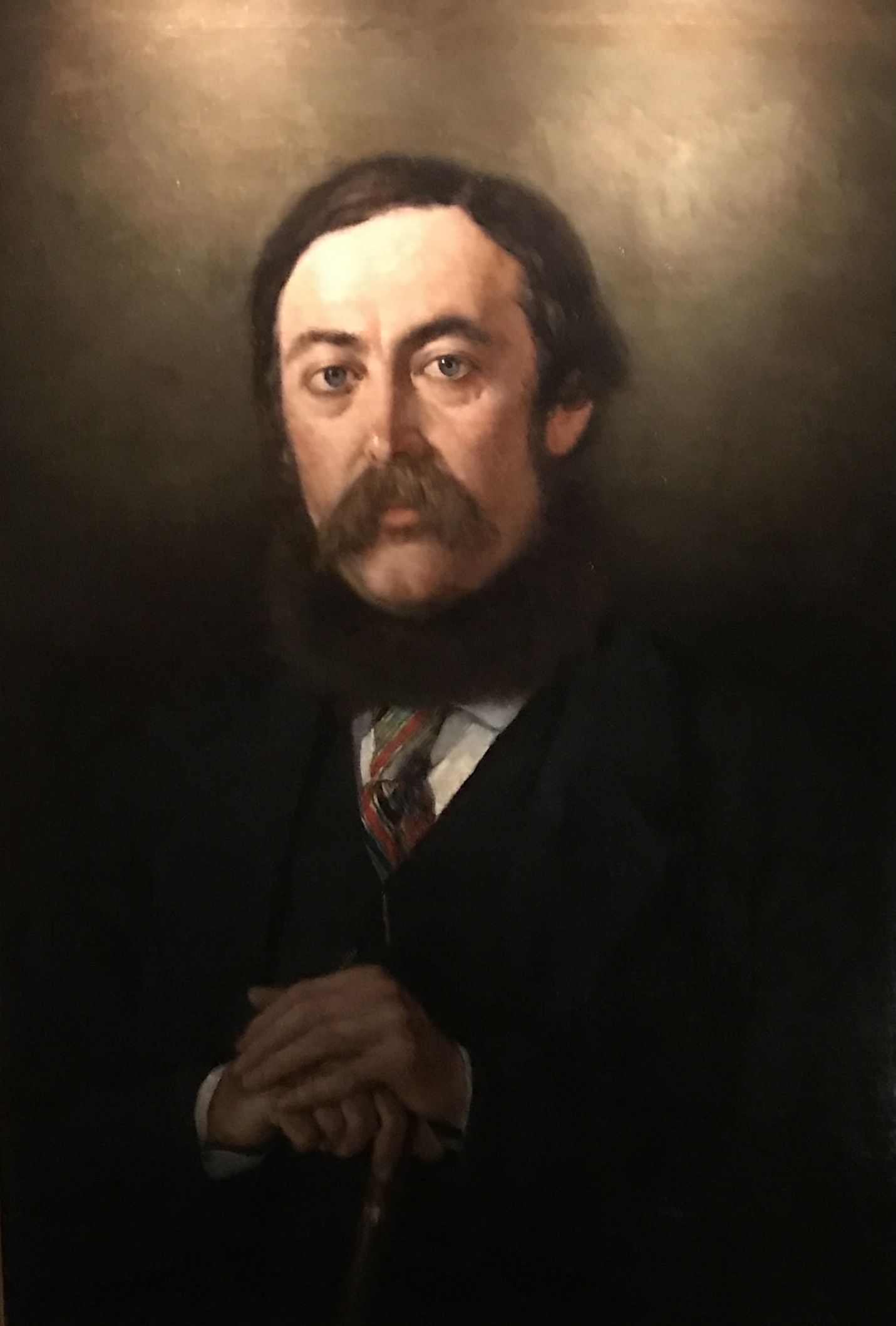
George Bingham, Lord Bingham (Gemälde eines unbekannten Künstlers, 1896).

George Charles Bingham war das älteste Kind und ältester Sohn von Charles George Bingham, 4. Earl of Lucan (1830–1914), der als Lieutenant-Colonel der Coldstream Guards, von 1865 bis 1874 Mitglied des Unterhauses sowie von 1889 bis 1914 als irischer Representative Peer Mitglied des Oberhauses war, und dessen Ehefrau Lady Cecilia Catherine Gordon-Lennox (1838–1910), einer Tochter von Charles Gordon-Lennox, 5. Duke of Richmond (1791–1860). Zu seinen sechs Geschwistern gehörten sein jüngerer Bruder Major-General Sir Cecil Edward Bingham (1861–1934), und sein jüngerer Bruder Major-General Sir Francis Richard Bingham (1863–1935). Seine einzige Schwester Lady Rosalind Cecilia Caroline Bingham (1869–1958) war mit James Hamilton, 3. Duke of Abercorn (1869–1953) verheiratet, der von 1922 bis 1945 erster Gouverneur von Nordirland war. Als Heir apparent seines Vaters verwendete er ab 1888 den erfundenen Höflichkeitstitel Viscount Bingham oder Lord Bingham.
Bingham selbst besuchte die Harrow School und absolvierte im Anschluss eine Kadettenausbildung am Royal Military College Sandhurst (RMCS). Nach deren Abschluss trat er 1881 als Second Lieutenant der Rifle Brigade (Prince Consort’s Own) in die British Army ein und nahm zwischen 1884 und 1885 an der Expedition teil, die am 30. September 1885 zur Gründung des Protektorats Betschuanaland führte. Er wurde zum Captain befördert und wurde mit dem Nil-Orden Dritter Klasse ausgezeichnet. Er wurde als Colonel des 5th (City of London) Battalion des London Regiment in den Reservedienst zur Territorialarmee versetzt. Bei einer Nachwahl im Wahlkreis Chertsey wurde er am 6. Juli 1904 als Abgeordneter der Conservative Party ins britische Unterhauses gewählt, dem er bis zur Unterhauswahl am 12. Januar 1906 angehörte.

### Representative Peer und Erster Weltkrieg
Beim Tod seines Vaters erbte er am 5. Juni 1914 dessen Adelstitel als 5. Earl of Lucan, 5. Baron Lucan und 11. Baronet, of Castlebar. Am 20. April 1949 wurde er als irischer Representative Peer auf Lebenszeit ins britische Oberhaus gewählt. Nach Ausbruch des Ersten Weltkrieges wurde er in den aktiven Militärdienst zurückbeordert und wurde als Colonel Kommandeur der 1st London Brigade. Für seine militärischen Verdienste wurde er im Kriegsbericht erwähnt (Mentioned in dispatches) und erhielt 1917 den Ehrenrang eines Brigadier-General. Ihm wurde ferner vom Russischen Kaiserreich der Sankt-Stanislaus-Orden Zweiter Klasse verliehen.
Nach Kriegsende wurde Bingham 1919 als Companion des Order of the Bath (CB) ausgezeichnet und am 1. Januar 1920 zum Knight Commander des Order of the British Empire (KBE) geschlagen. 1920 wurde er auch mit der Territorial Decoration (TD) ausgezeichnet. 1920 übernahm er den Posten als Aide-de-camp von König Georg V. und bekleidete diesen bis 1928. Des Weiteren amtierte er als Friedensrichter (Justice of the Peace, JP) für Middlesex sowie als Deputy Lieutenant (DL) der Counties Mayo und Middlesex.

### Juniorminister, Ehe und Nachkommen

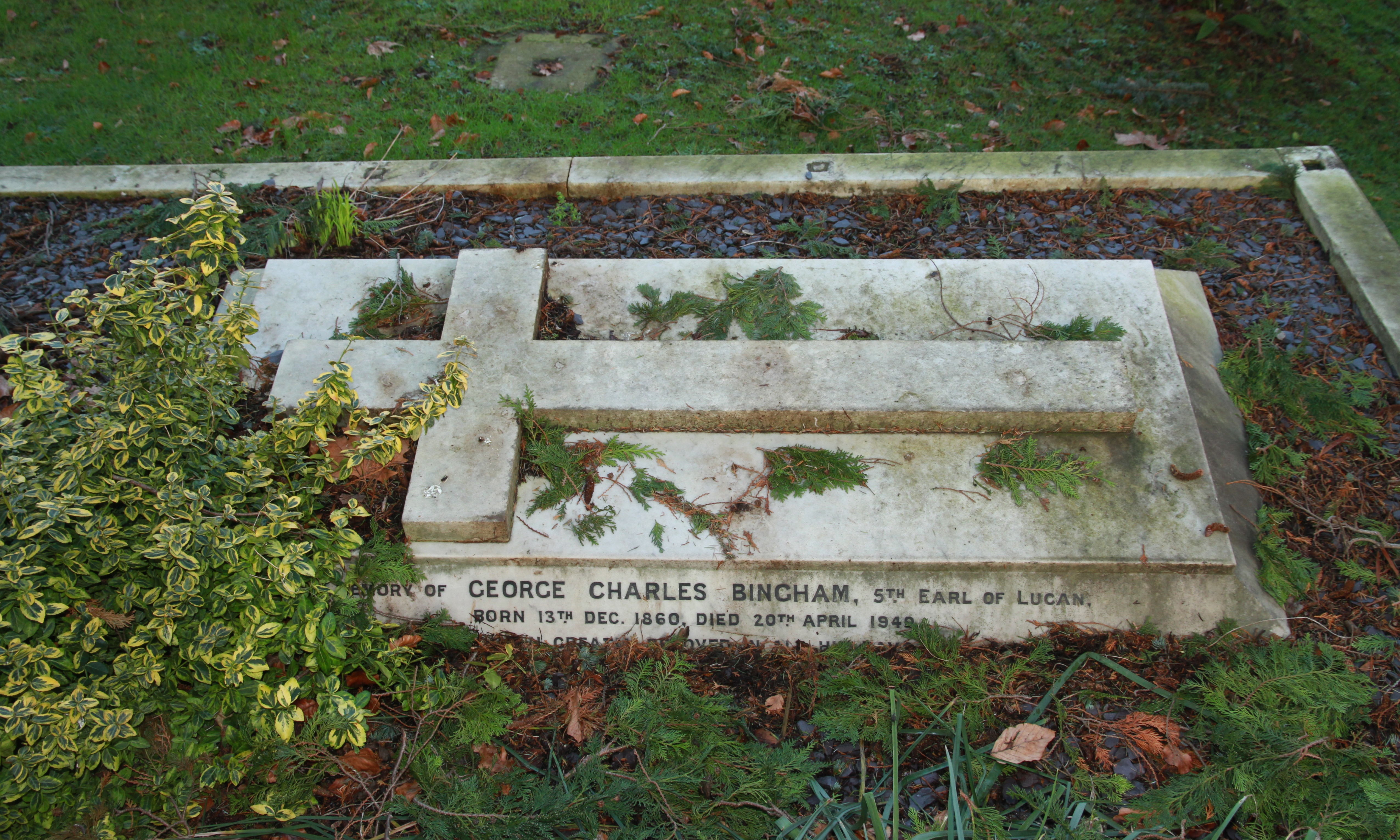
Grabstätte von George Bingham, 5. Earl of Lucan, auf dem Friedhof All Saints, Laleham, Middlesex.

Am 12. November 1920 wurde Bingham Lord-in-Waiting in der Regierung Lloyd George und bekleidete dieses Amt auch im Kabinett Bonar Law (23. Oktober 1922 bis 20. Mai 1923) sowie im Kabinett Baldwin I (22. Mai 1923 bis 23. Januar 1924). 1923 wurde er Honorary Colonel der London Rifle Brigade. Im Kabinett Baldwin II fungierte er zwischen dem 6. November 1924 und Januar 1929 zunächst erneut als Lord-in-Waiting sowie im Anschluss zwischen dem 1. Januar und dem 5. Juni 1929 als Captain of the Honourable Corps of Gentlemen-at-Arms. Als solcher war er zudem zwischen Januar und Juni 1929 erstmals Parlamentarischer Geschäftsführer (Government Whip) der Regierungsfraktion im Oberhaus. Als Nachfolger von Rudolph Lambart, 10. Earl of Cavan war er vom 12. November 1931 bis zum 31. Mai 1940 abermals Captain of the Honourable Corps of Gentlemen-at-Arms und Government Whip der Regierungen jener Zeit.
Für seine Verdienste in dieser Zeit wurde ihm am 26. Juni 1934 der erbliche Titel Baron Bingham, of Melcombe Bingham in the County Dorset, verliehen. Dieser Titel gehörte zur Peerage of the United Kingdom und war, anders als seine übrigen irischen Peerstitel, unmittelbar mit einem Sitz im britischen Oberhaus verbunden. Am 24. Februar 1938 wurde er ins Privy Council aufgenommen. Er wurde außerdem am 2. Januar 1939 als Knight Grand Cross des Royal Victorian Order (GCVO) ausgezeichnet. Ferner war er auch Ehrenoberst des 5. Bataillons des London Regiment.
George Bingham war seit dem 30. November 1896 mit Violet Sylvia Blanche Spender Clay (1878–1972) verheiratet. Aus dieser Ehe gingen zwei Söhne und zwei Töchter hervor. Der älteste Sohn war der Politiker George Charles Patrick Bingham, der 1949 seine Adelstitel als 6. Earl of Lucan erbte. Seine älteste Tochter Lady Barbara Violet Bingham (1902–1963) war die Ehefrau von Colonel John Henry Bevan. Sein jüngerer Sohn Hon. John Edward Bingham (1904–1992) diente als Major im Zweiten Weltkrieg, während seine jüngste Tochter Lady Margaret Diana Bingham (1905–1977) mit dem späteren Field Marshal Harold Alexander, 1. Earl Alexander of Tunis verheiratet war.